# Scott MacLeod (Eishockeyspieler)
Scott MacLeod (* 17. Mai 1959 in Vancouver, British Columbia) ist ein ehemaliger kanadischer Eishockeyspieler, der im Verlauf seiner aktiven Karriere zwischen 1976 und 1991 unter anderem für den EV Landshut in der Eishockey-Bundesliga und den Augsburger EV, den EC Hedos München sowie den Duisburger SV in der 2. Eishockey-Bundesliga aktiv war.

## Karriere
1977 startete MacLeod in die höchste kanadische Juniorenliga Western Canada Hockey League (WCHL) bei den Brandon Wheat Kings, wechselte schnell innerhalb der Liga zu den Calgary Wranglers und in dieser Saison noch ein drittes Mal zu den New Westminster Bruins. Mit den Bruins konnte er im Jahr 1978 den President’s Cup sowie den Memorial Cup gewinnen. Mit ihm waren unter anderem John Ogrodnick, Ken Berry und Brian Young im Team. In der darauffolgenden Saison war er bester Scorer des Teams und spielte mit dem kanadischen Team bei der Junioren-Weltmeisterschaft 1979 in Moskau. Danach wechselte er zur Saison 1979/80 in die Japan Ice Hockey League und blieb dort für drei Spielzeiten.
Zur Saison 1983/84 kehrte er nach Nordamerika zurück und spielte für die Salt Lake Golden Eagles in der Central Hockey League (CHL). In seiner ersten Saison war er bester Scorer der Liga vor Dirk Graham und erhielt dafür die Phil Esposito Trophy sowie Ken McKenzie Trophy als bester Liganeuling. Die CHL wurde aufgelöst und die Golden Eagles wechselten in die International Hockey League. MacLeod war zwei Jahre in Folge der erfolgreichster Scorer der Liga und wurde dafür mit der Leo P. Lamoureux Memorial Trophy ausgezeichnet. Ebenso stand er beide Jahre im First All-Star Team der Liga. In seiner letzten Saison in Salt Lake City spielte unter anderem auch mit Doug Morrison.
Zur Saison 1986/87 kam MacLeod nach Deutschland und spielte für den EV Landshut. Dort konnte er die Erwartungen nicht vollständig erfüllen und wurde zum Jahresende durch Tim Cranston ersetzt. MacLeod wechselte zum Augsburger EV und ersetzte dort den nach Freiburg abgewanderten Rick Laycock. In der Aufstiegsrunde zur Bundesliga stellte er mit 23 Toren und 24 Vorlagen seine Klasse unter Beweis. In der Saison 1987/88 spielte er für den EC Hedos München und bildete dort mit Doug Morrison das Top-Duo der Liga. Im zweiten Jahr war er in 17 Einsätzen in der Aufstiegsrunde mit 21 Toren und 37 Torvorlagen bester Scorer und hatte maßgeblichen Anteil am Aufstieg der Münchner in die Bundesliga. In München hatte man aber den Eindruck, dass der spielstarke Center nicht die erforderliche Dynamik für die höhere Spielklasse mitbrachte und verlängerte seinen Vertrag nicht. Gemeinsam mit Doug Morrison wechselte er zum HC Meran. Nach einem kurzen Gastspiel beim EHC Biel kehrte er im Laufe der Saison 1990/91 nach Deutschland zurück. Er half mit für den Duisburger SV die Klasse zu erhalten und beendete nach dieser Saison seine Karriere.

## Erfolge und Auszeichnungen
| - 1978 President’s-Cup-Gewinn mit den New Westminster Bruins - 1978 Memorial-Cup-Gewinn mit den New Westminster Bruins - 1982 Topscorer der Japan Ice Hockey League - 1984 Phil Esposito Trophy - 1984 Ken McKenzie Trophy - 1984 CHL First All-Star Team | - 1985 Leo P. Lamoureux Memorial Trophy - 1985 IHL First All-Star Team - 1985 Leo P. Lamoureux Memorial Trophy - 1986 IHL First All-Star Team - 1988 Topscorer der 2. Bundesliga - 1989 Aufstieg in die Bundesliga mit dem EC Hedos München |